# Hipposideros lankadiva
Hipposideros lankadiva је сисар из реда слепих мишева и фамилије Hipposideridae.

## Угроженост
Ова врста није угрожена, и наведена је као последња брига јер има широко распрострањење.

## Распрострањење
Ареал врсте је ограничен на мањи број држава. 
Врста је присутна у Индији, Бангладешу и Шри Ланци.

## Станиште
Станиште врсте су брдовити предели. 
Врста је по висини распрострањена од нивоа мора до 1000 метара надморске висине.

## Начин живота
Женка обично окоти по једно младунче.